# Parafia Nawiedzenia Najświętszej Maryi Panny w Ruścu
Parafia Nawiedzenia Najświętszej Maryi Panny w Ruścu Łódzkim w dekanacie szczercowskim archidiecezji łódzkiej, położona na jej południowo-zachodnim krańcu, w powiecie bełchatowskim.
Graniczy z parafiami w: Chabielicach, Restarzewie i Szczercowie (spośród dekanatu szczercowskiego), Woli Wiązowej i Widawie (spośród dekanatu widawskiego), Kiełczygłowie i Rząśni (spośród dekanatu pajęczańskiego należącego do archidiecezji częstochowskiej).
Parafia zrzesza ok. 3200 wiernych z miejscowości: Andrzejów, Antonina, Błaś, Dąbrowa Rusiecka, Dębina, Jastrzębice, Kamionna, Koch, Krasowa, Kuźnica, Leśniaki, Magdalena, Maliniec, Pawłów, Rusiec, Zalasy, Żary.

## Historia
- Parafia erygowana 8 grudnia 1643 przez arcybiskupa gnieźnieńskiego i prymasa Polski Macieja Łubieńskiego na prośbę miejscowego dziedzica i kasztelana sieradzkiego Jana Koniecpolskiego. W skład nowej parafii wchodziły wsie: Rusiec, Dąbrowa Rusiecka, Kuźnica, Leśniaki i Wola Wiązowa.
- Przed powołaniem parafii, Rusiec prawdopodobnie posiadał drewniany kościół filialny należący do parafii św. Andrzeja Apostoła w Restarzewie (znajdującej się wówczas w dekanacie szadkowskim archidiakonatu uniejowskiego archidiecezji gnieźnieńskiej).
- W 1642 z fundacji Jana Koniecpolskiego wybudowano nową świątynię (w większości drewnianą, ale front był murowany).
- Od 1818 parafia należała do diecezji kujawsko-kaliskiej, w latach 1925–1992 do diecezji łódzkiej (w 1992 diecezję tę podniesiono do godności archidiecezji).
- Obecny kościół był budowany w latach 1895–1911, murowany z cegły, w stylu neogotyckim, według projektu Tadeusza Mankiewicza. Jest to świątynia jednonawowa, z wieżą, której zwieńczenie tworzy wielka pozłacana kula, na której został umieszczony krzyż. Nad prezbiterium jest niewielka wieża (z małą kulą i krzyżem).
- Kościół konsekrował 28 kwietnia 1913 biskup kujawsko-kaliski Stanisław Zdzitowiecki.
- Podczas I wojny światowej kościół został ostrzelany, czego pamiątką jest pocisk wmurowany nad wejściem do zakrystii.
- Na początku II wojny światowej okupant zamknął świątynię i stworzył w niej areszt dla schwytanych wcześniej ludzi, których potem wywożono na przymusowe roboty do Niemiec. Od końca 1941 do stycznia 1945 było tam magazynowane zboże. Po wojnie przywrócono kościołowi jego podstawowe przeznaczenie, czyli możliwość do sprawowania nabożeństw z udziałem wiernych.

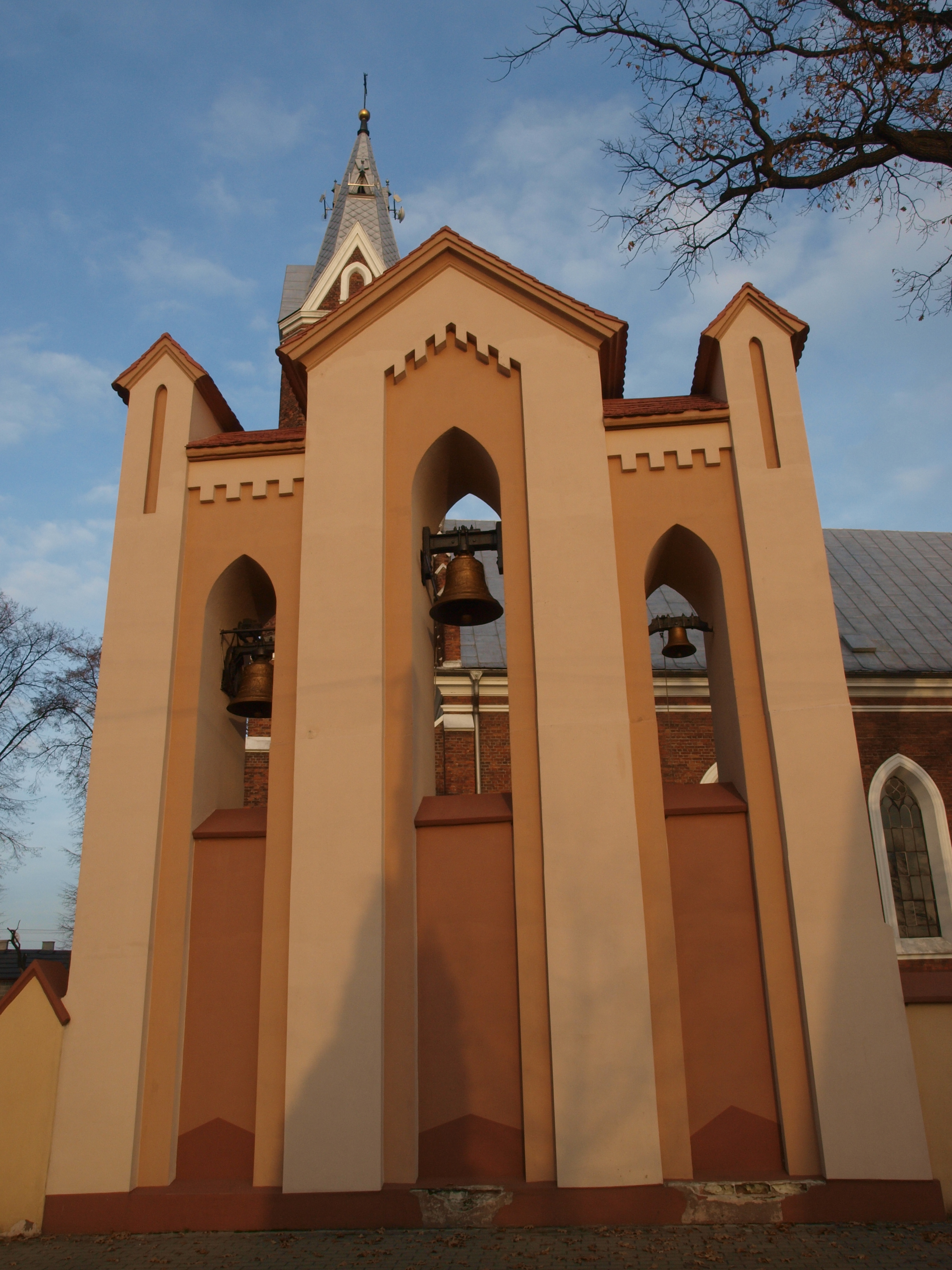
Dzwonnica
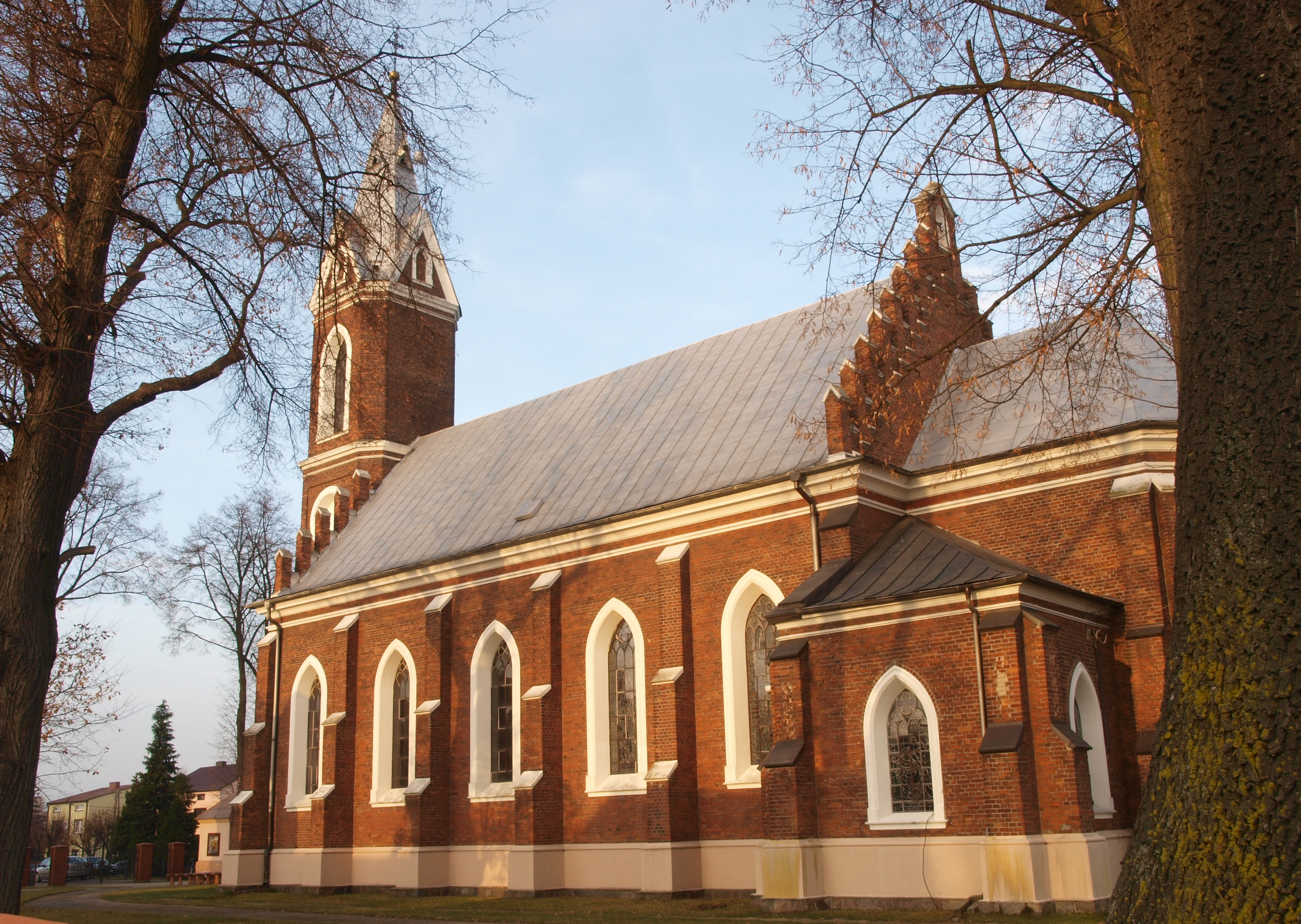
Kościół – elewacja zachodnia
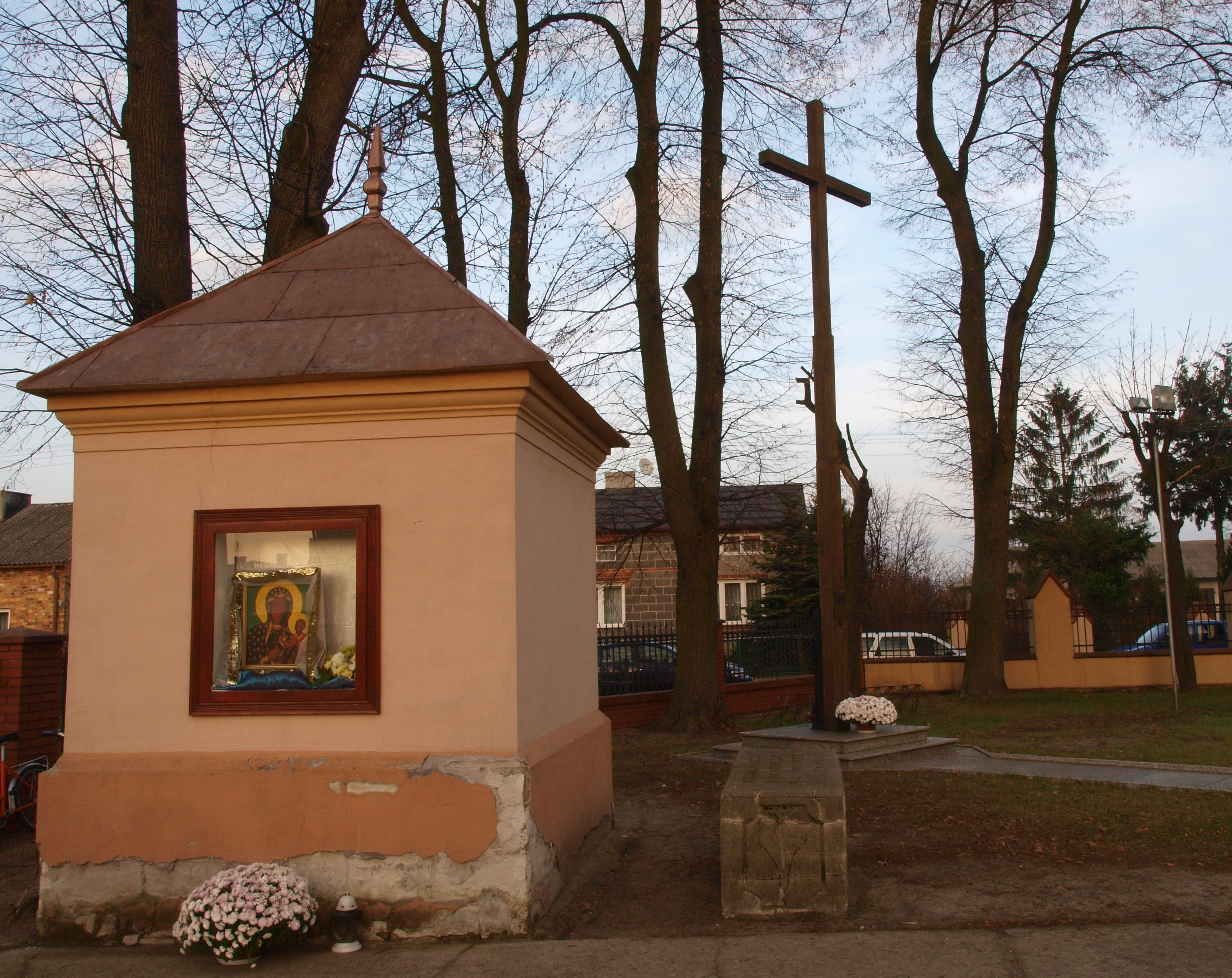
Kapliczka przed kościołem

## Proboszczowie przy obecnym kościele
- + ks. Ryszard Wysakowski (w latach?)
- + ks.? Kazubiński (w latach?)
- + ks. Gustaw Łaski (w latach 1925–1928, zmarł 12 maja 1940)
- + ks. Leon Domagalski (w latach 1929–1934, zmarł 4 maja 1942)
- + ks. Bolesław Kwiatkowski (w latach 1934–1936, zmarł 18 maja 1942)
- + ks. Franciszek Królikowski (w latach 1936–1939, zmarł 25 grudnia 1940)
- + ks. Edwin Grochowski (w latach 1939–1940, zmarł 23 lutego 1991)
- + ks. Wincenty Czerwiński (w 1941, zmarł 22 sierpnia 1942)
- + ks. Aleksy Płuszka (w latach 1945–1952, zmarł 15 stycznia 1989)
- + ks. Zygfryd Szpetulski (w latach 1952–1959, zmarł 14 czerwca 1984)
- + ks. Antoni Kaleta (w latach 1959–1967, zmarł 14 lutego 1969)
- + ks. Stefan Kałuziak (w latach 1967–1973)
- ks. prałat Ryszard Olszewski (w latach 1973–1974)
- ks. prałat Bolesław Kowalczyk[1] (w 1974)
- ks. kanonik Antoni Hampel (w latach 1974–1984)
- ks. kanonik Andrzej Głowa[2] (w latach 1984–1989)
- ks. kanonik Jan Lędziński (od 1 września 1989 do 28 sierpnia 2010)
- ks. Jan Furgała (od 29 sierpnia 2010)

## Księża pochodzący z parafii
- ks. prałat Stanisław Włodarczyk (w archidiecezji częstochowskiej, wyświęcony 17 maja 1964)
- ks. kanonik Zdzisław Roman Gilski (w archidiecezji częstochowskiej, wyświęcony 20 czerwca 1965)
- ks. kanonik Zbigniew Zgoda (w archidiecezji łódzkiej, wyświęcony 30 stycznia 1983)
- ks. dr Marek Pluta[3] (w archidiecezji łódzkiej, wyświęcony 11 czerwca 1988)

## Wyposażenie kościoła
Ołtarze barokowe zostały przeniesione z poprzedniego kościoła (rozebranego w 1896). W ołtarzu głównym znajduje się obraz Matki Boskiej Rusieckiej (namalowany na początku XVIII w.). Zabytkowa chrzcielnica z okresu wczesnego baroku zawiera herb Ogończyk. Obecne organy zakupione zostały po wojnie. W latach pięćdziesiątych XX w., staraniami proboszcza ks. Aleksego Płuszki, ufundowano nowe dzwony i obrazy stacji Drogi Krzyżowej (odnowione w 1995).

## Grupy parafialne
Bractwo Światła Świętej Elżbiety, ministranci, Żywy Różaniec, KSM – Katolickie Stowarzyszenie Młodzieży